# Selogudig Kulon
Selogudig Kulon is een bestuurslaag in het regentschap Probolinggo van de provincie Oost-Java, Indonesië. Selogudig Kulon telt 1760 inwoners (volkstelling 2010).